# SMS Zähringen
SMS Zähringen byla třetí z pěti bitevních lodí (predreadnought) třídy Wittelsbach postavených pro německé císařské námořnictvo. Kýl lodi byl položen v loděnici Germaniawerft v Kielu v roce 1899, zatímco na vodu byla spuštěna 12. června 1901 a do služby byla uvedena 25. října 1902. Jejími sesterskými loděmi byly Wittelsbach, Wettin, Schwaben a Mecklenburg. Šlo o první velké válečné lodě postavené podle zákona o námořnictvu z roku 1898, který připravil admirál Alfred von Tirpitz. Hlavní výzbroj lodi Zähringen tvořily baterie čtyř děl ráže 240 mm (9,4 palce) a dosahovala maximální rychlosti 18 uzlů (33 km/h; 21 mph).
Zähringen většinu své aktivní služby strávila u I. bitevní eskadry německého loďstva. Během tohoto období prodělávala každoroční rozsáhlá cvičení a přátelské návštěvy v zahraničí. Cvičení z tohoto období poskytla rámec pro službu Širokomořského loďstva během první světové války. Ze služby byla vyřazena v září 1910, ale zakrátko se vrátila do služby pro cvičení v roce 1912, při němž omylem narazila do torpédového člunu, který se potopil. Po začátku první světové války v srpnu 1914 byla Zähringen zapojena zpět do aktivní služby ve IV. bitevní eskadře. Zažila omezenou službu v Baltském moři, a to i během bitvy v Rižském zálivu v srpnu 1915, ale s ruskými silami se nestřetla. Koncem roku 1915 nedostatek personálu a hrozba britských ponorek přinutily císařské námořnictvo starší bitevní lodě jako Zähringen stáhnout.
Místo toho byla Zähringen v roce 1917 přeřazena jako cílová loď pro střelby z torpéd. V polovině 20. let byla Zähringen důkladně zrekonstruována a používána jako rádiem řízená cílová loď. V této funkci sloužila až do druhé světové války do roku 1944, kdy byla v přístavu Gdyně (Gotenhafen) potopena britskými bombardéry. Ustupující Němci loď vyzvedli a přesunuli k ústí přístavu, kde ji potopili, aby přístav zablokovali. V letech 1949–50 byla na místě rozebrána do šrotu.